# Stora Sultentjärnen
Stora Sultentjärnen är en sjö i Vansbro kommun i Dalarna och ingår i Norrströms huvudavrinningsområde. Sjön har en area på 0,171 kvadratkilometer och ligger 287,5 meter över havet.

## Delavrinningsområde
Stora Sultentjärnen ingår i det delavrinningsområde (668738-143395) som SMHI kallar för Utloppet av Lilla Lövsjön. Medelhöjden är 304 meter över havet och ytan är 42,98 kvadratkilometer. Det finns ett avrinningsområde uppströms, och räknas det in blir den ackumulerade arean 63,95 kvadratkilometer. Gänsån som avvattnar avrinningsområdet har biflödesordning 4, vilket innebär att vattnet flödar genom totalt 4 vattendrag innan det når havet efter 307 kilometer. Avrinningsområdet består mestadels av skog (71 procent) och sankmarker (11 procent). Avrinningsområdet har 3,34 kvadratkilometer vattenytor vilket ger det en sjöprocent på 7,7 procent.